# Sveinung Eide
Sveinung Eide (født 1974 i Oslo, Norge) bedre kendt som Dr. S, er en tidligere norsk rapper og var medlem af det norske hiphopband Klovner i Kamp.
Han startede i 1999 den daværende hiphopduo Klovner i Kamp sammen med sin gode ven, Aslak Hartberg (Alis) og debuterede med singlen Bare meg. Efter singlen blev han for usikker på musikkarieren til at kunne fortsætte i gruppen og valgte at uddane sig som læge. Han dukkede dog op igen på deres Kunsten å fortelle fra 2003, hvor der også var kommet to nye medlemmer til, der var danskeren Esben Selvig (Dansken), der begyndte at rappe med i bandet, samt DJ'en Thomas Gullestad (Goldfinger), der begyndte at lave beats til gruppens sange. Eide lavede et godt comeback på albummet, med et solotrack ("5 år"), der omhandlede et forlovelsesforhold gennem 5 år, med sin kæreste, der havde været ham utro. I 2006, blev gruppen opløst.